# San Vicente de Pena
Pena (llamada oficialmente San Vicente de Pena) es una parroquia española del municipio de Begonte, en la provincia de Lugo, Galicia.

## Organización territorial
La parroquia está formada por tres entidades de población:
- Cruz (A Cruz)
- Hedreira (A Hedreira)
- Vila (A Vila)

## Demografía
| Gráfica de evolución demográfica de Pena entre 2000 y 2019 |
|                                                            |
| Datos según el nomenclátor publicado por el INE.           |